# گمینا بوگوخواوا
گمینا بوگوخواوا (به لهستانی:  Gmina Boguchwała) یک گمینا در لهستان است که در شهرستان ژشوف واقع شده‌است. گمینا بوگوخواوا ۹۶٫۱۹ کیلومتر مربع مساحت و ۲۰٬۹۴۵ نفر جمعیت دارد.